# Tettingen-Butzdorf
Tettingen-Butzdorf ist ein Ortsteil der Gemeinde Perl im Landkreis Merzig-Wadern (Saarland). Zusammen mit dem Ortsteil Wochern bildet es einen Gemeindebezirk innerhalb der Gemeinde Perl. Der Doppelort entstand durch die zunehmend verbindende Besiedlung der beiden Orte Tettingen und Butzdorf. Bis Ende 1973 war Tettingen-Butzdorf eine eigenständige Gemeinde.

## Geschichte
Die Namen der beiden Orte Tettingen und Butzdorf lassen auf eine Besiedlung während der Fränkischen Landnahme schließen, da die Suffixe der Ortsbezeichnungen -ingen und -dorf auf fränkisch-merowingische Siedlungsbezeichnungen hindeuten. Tettingen findet zwischen 1307 und 1354 erstmals urkundliche Erwähnung in der Taxa generalis des Erzbistums Trier. Butzdorf wird dagegen erstmals im Urbar der Abtei St. Maximin im Jahr 1371 erwähnt.
Als Teil der ehemaligen deutschen Westwalls befindet sich in Tettingen-Butzdorf die so genannte Höckerlinie, eine Linie von Panzersperren. Die Linie zieht sich durch oder in der Nähe der Orte Oberleuken, Borg und Nennig.
Die Kirche St. Remigius wurde 1851 erbaut.
Am Morgen des 14. Januar 1945 eroberten Soldaten der US Army Tettingen und einige Stunden später Butzdorf. Am Morgen des 18. Januar unternahm die 11. Panzer-Division einen massiven Gegenangriff. Dabei und bei Häuserkämpfen wurden beide Orte erheblich beschädigt. Bei Einbruch der Dunkelheit zogen sich die überlebenden US-Soldaten zurück.
Im Rahmen der saarländischen Gebiets- und Verwaltungsreform wurde die bis dahin eigenständige Gemeinde Tettingen-Butzdorf am 1. Januar 1974 zusammen mit 13 anderen Gemeinden der neuen Gemeinde Perl zugeordnet.
Einwohnerentwicklung
Die Entwicklung der Einwohnerzahl von Tettingen-Butzdorf – die Werte von 1939 bis 1974 stammen aus Volkszählungen:
| Jahr | Einwohner |
| ---- | --------- |
| 1939 | 329       |
| 1950 | 319       |
| 1961 | 308       |
| 1970 | 338       |
| 1974 | 311       |

| Jahr | Einwohner |
| ---- | --------- |
| 2004 | 299       |
| 2010 | 374       |
| 2012 | 383       |
| 2014 | 390       |
| 2020 | 429       |

## Ehemaliges Gemeindewappen
Blasonierung: „Innerhalb blauen Schildrandes in Gold ein nach rechts blickender roter Adler“. Es wurde am 9. März 1959 genehmigt.